# Cmentarz wojenny w Kurowie
Cmentarz wojenny w Olesinie – zabytkowy cmentarz z okresu I wojny światowej znajdujący się w powiecie puławskim, w gminie Kurów. Cmentarz usytuowany jest w południowo-wschodniej części miejscowości, przy drodze wojewódzkiej 874. Ma kształt prostokąta o powierzchni około 1850 m² o wymiarach około 60 na 31 m. Teren cmentarza otoczony jest obecnie ogrodzeniem z siatki metalowej, którą zastąpiono pierwotne ogrodzenie z cegły. 

Na cmentarzu znajdują się 102 mogiły zbiorowe i pojedyncze, których układ jest już zatarty, w których pochowanych jest co najmniej 230 żołnierzy niemieckich, poległych w okresie pomiędzy 31 lipca a 11 sierpnia 1915 roku:
- z następujących jednostek: m.in. z Pruskiego Rezerwowego Pułku Piechoty (Reserve Infanterie-Regiment (Preußische) Nr 217, 218, 219 i 220), 47 Pułku Artylerii Polowej. zachowały się cztery oryginalne tablice nagrobne oficerów niemieckich:
  - Leutnant Richard Schröter R.I.R. 217/7.K † 31.7.1915
  - Leutnant Paul Bischoff R.I.R 217/3.K † 31.7.1915
  - Hauptman Alex Siede R.I.R 216/11.K † 31.7.1915
  - Leutnant Otto Oelerking R.I.R 218/11.K † 31.7.1915